# Canton de Saint-Georges-Oyapok
Canton de Saint-Georges-Oyapok är ett arrondissement i Franska Guyana (Frankrike). Det ligger i den östra delen av Franska Guyana, 140 km söder om huvudstaden Cayenne.